# José Edvar Simões
José Edvar Simões (São José dos Campos, 23 aprile 1943) è un ex cestista e allenatore di pallacanestro brasiliano.

## Carriera
Con il Brasile ha disputato tre edizioni dei Giochi olimpici (Tokyo 1964, Città del Messico 1968, Monaco 1972) e tre dei Campionati mondiali (1967, 1970, 1982).